# أربيان صغير الكأس
الأربيان صغير الكأس أو أربيان  أو اقحوان (الاسم العلمي Anthemis cotula)، نبات بري عشبي حولي من الفصيلة النجمية خفيف الزغب أو شبه أمرط.
ساقه فرعاء تعلو من 20 إلى 60 سم. أوراقه ثُنائية التشريح الريشي. الرؤيسات مُبيضة، زغبية، قطرها من 7 إلى 10 مم. القُرص مُتطاول الشكل المخروطي.
أزهاره الهامشية مُلَسَّنة، لُسيناتُها مُتطاولة، طولها من 6 إلى 8 مم. رائحة الازهرار بشعة جدًا.

## المنافع الطبية
أُعيد تسجيل هذا النبات في الإصدار التاسع للفرماكوبيا (دستور أدوية) الفرنسية عام 1975. وهو مضاد للتشنج،
مدر للطمث طارد للحُمى، قليل الاستعمال. مسحوق رؤيساته هو مبيد فعال جدًا ضد البق. استخرج من الماروت قلويد
يدعى أنثاميدين (Anthemidine) يُستعمل كمضاد للتشنج.

## الانتشار الجغرافي
ينتشر في كل أوروبا، جزر الكناري، تركيا، أفريقيا الشمالية، الأردن، فلسطين، العراق،
لبنان، قبرص، سوريا، إيران.